# 김성주의 모닝카페
《김성주의 모닝카페》는 월요일 ~ 금요일에 채널A로 방송되던 텔레비전 프로그램이었다. 2012년 4월 20일을 끝으로 종영되었다.

## 진행자
- 김성주
- 이성혜

## 동시간대 경쟁 프로그램
- 인간극장, 아침마당 (KBS 1TV)
- KBS 8 아침 뉴스타임, 복희 누나 (KBS 2TV)
- 천사의 선택, 생방송 오늘 아침 (MBC)
- 모닝와이드, 내 인생의 단비 (SBS)
- 딩동댕 유치원 (EBS 1TV)
- JTBC 뉴스 모닝 (JTBC)
- MBN 뉴스투데이 (MBN)
- 모닝 뉴스 깨 (TV조선)